# Pedicellasteridae
Famille
Les Pedicellasteridae sont une famille d'étoiles de mer (Asteroidea) de l'ordre  des Forcipulatida.

## Liste des genres
Selon World Register of Marine Species (24 avril 2014) :
- genre Ampheraster Fisher, 1923 -- 6 espèces
- genre Anteliaster Fisher, 1923 -- 5 espèces
- genre Hydrasterias Sladen, 1889 -- 5 espèces
- genre Pedicellaster M. Sars, 1861 -- 8 espèces
- genre Peranaster (Fisher, 1917) -- 1 espèce
- genre Tarsaster Sladen, 1889 -- 5 espèces

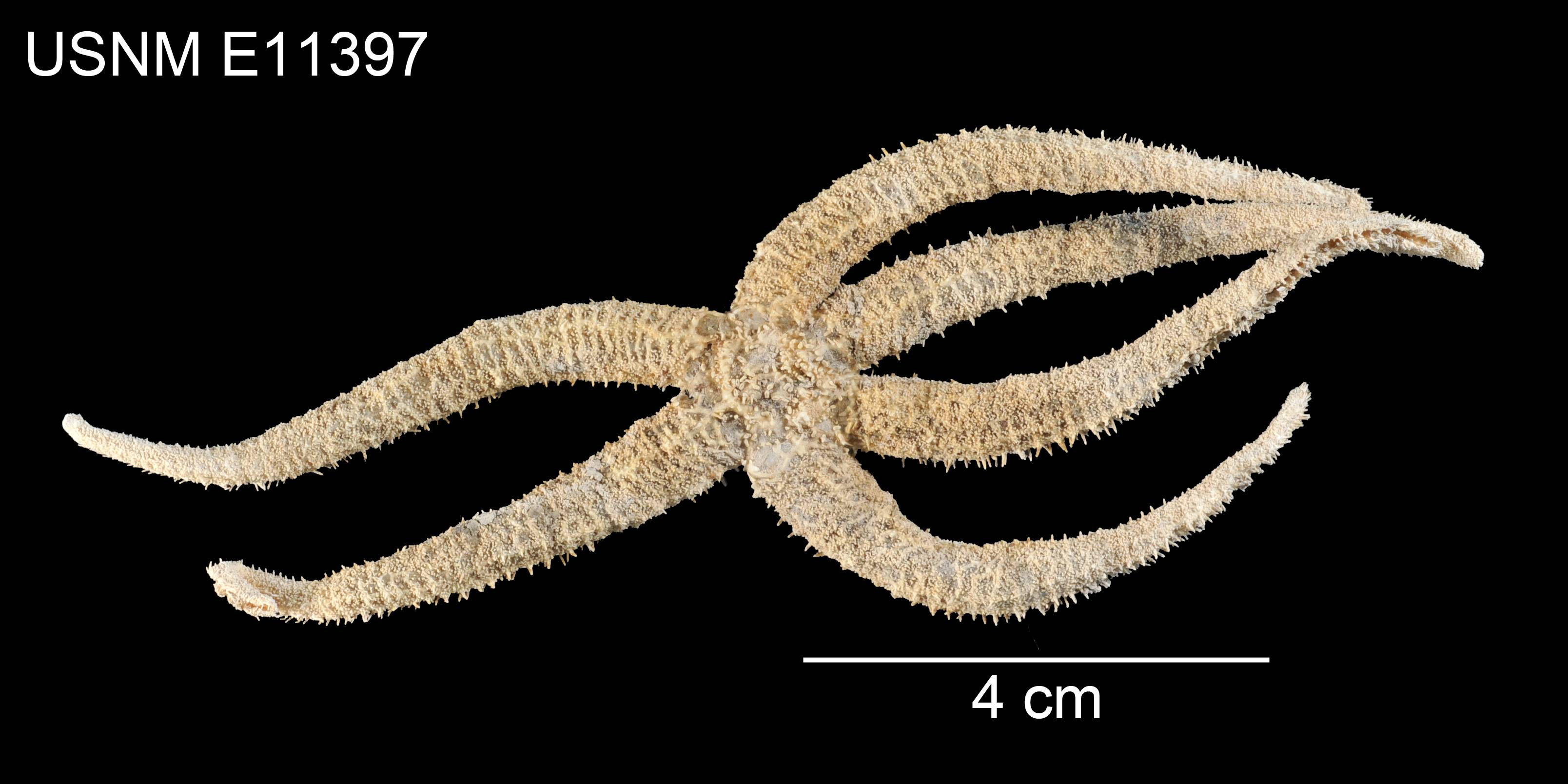
Ampheraster alaminos
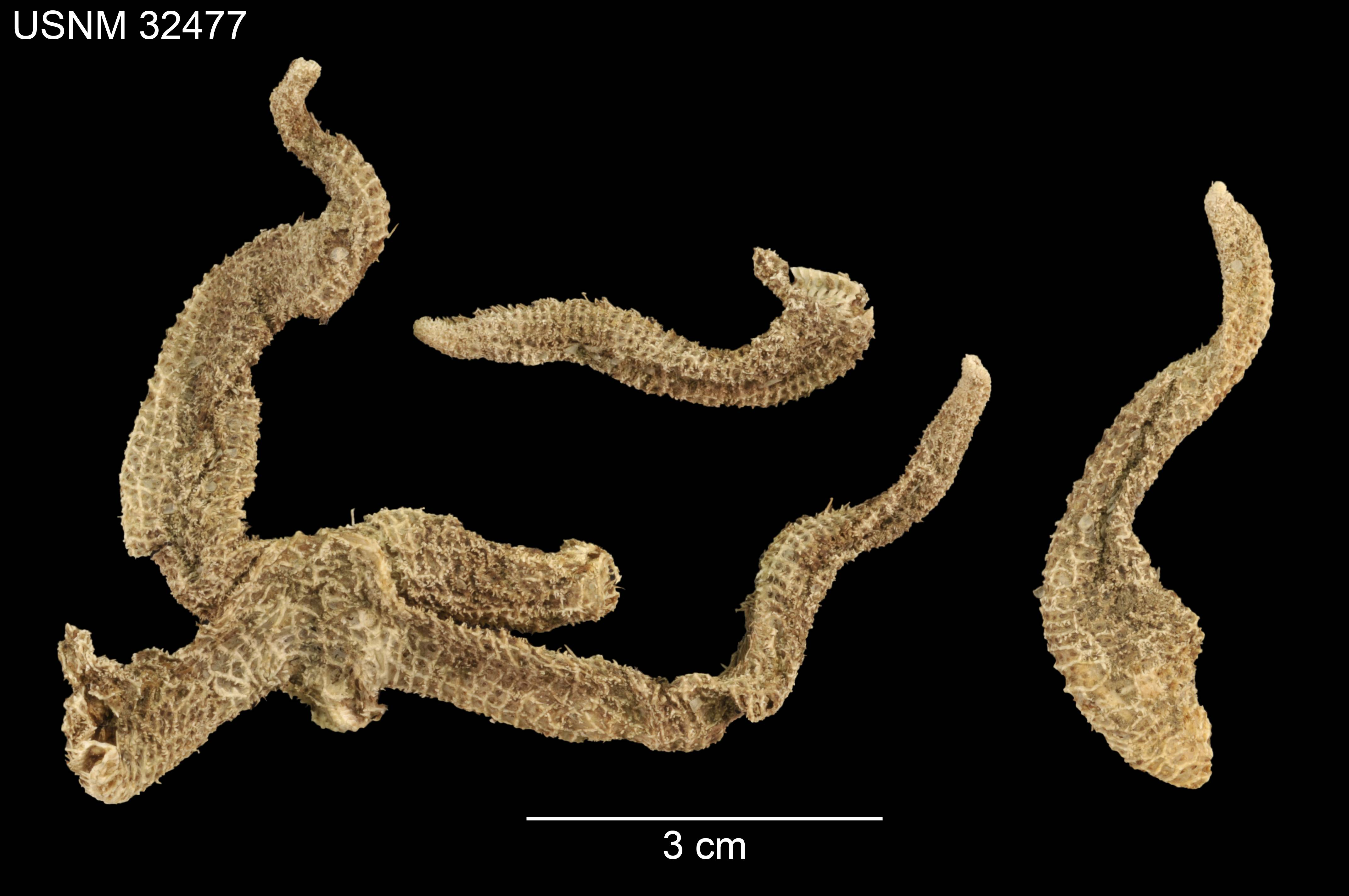
Anteliaster coscinactis megatretus
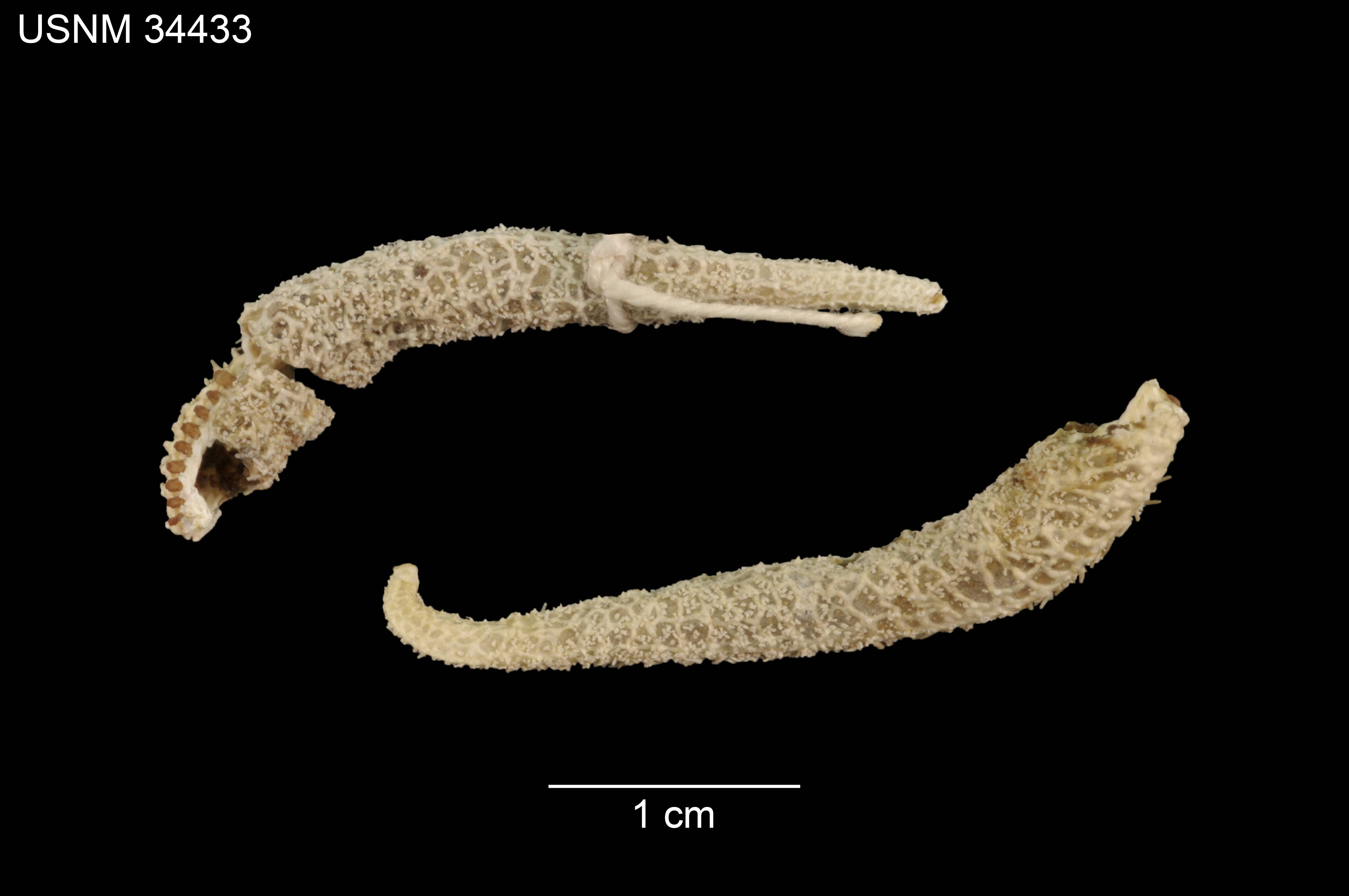
Bras d’Hydrasterias improvisus
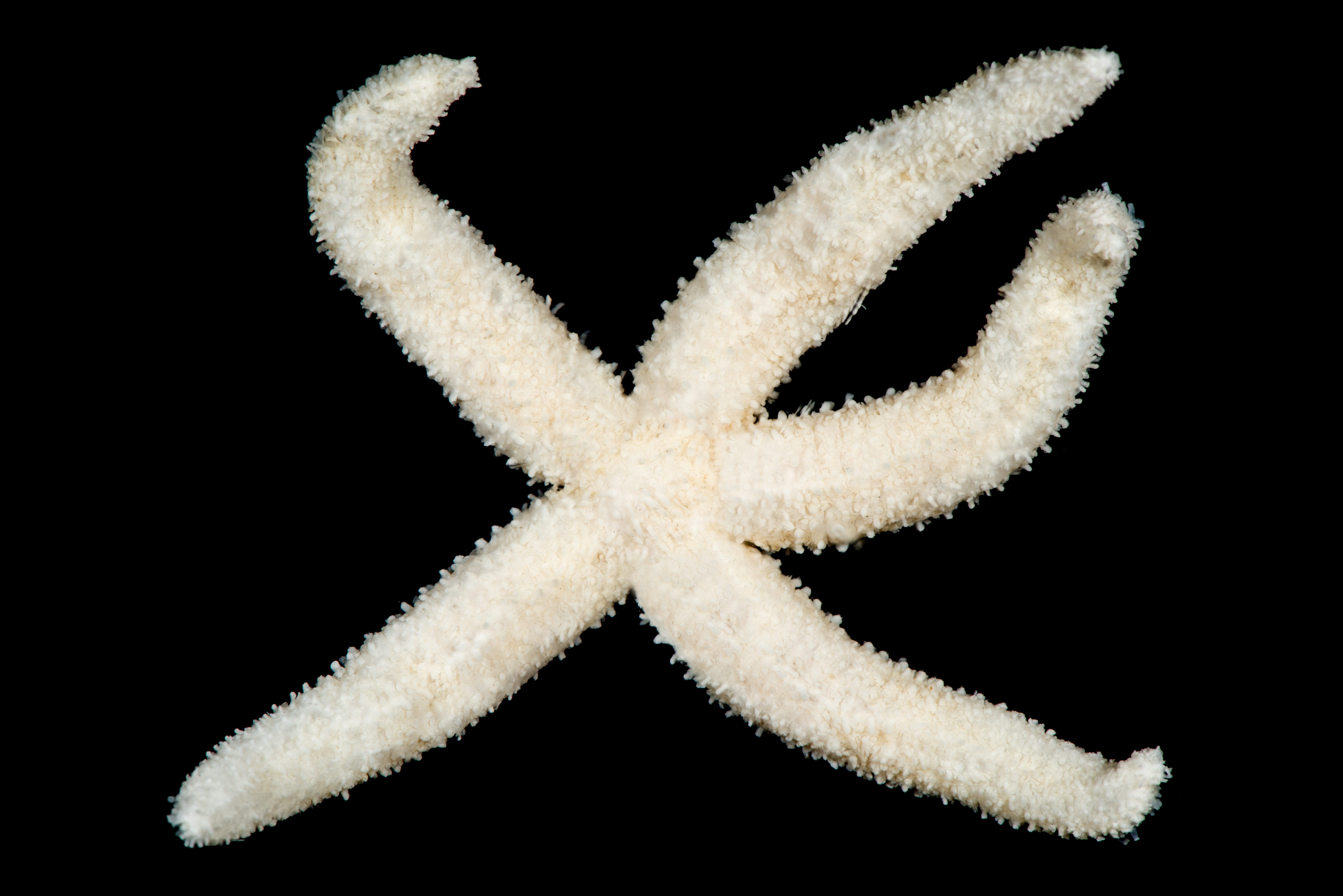
Pedicellaster typicus
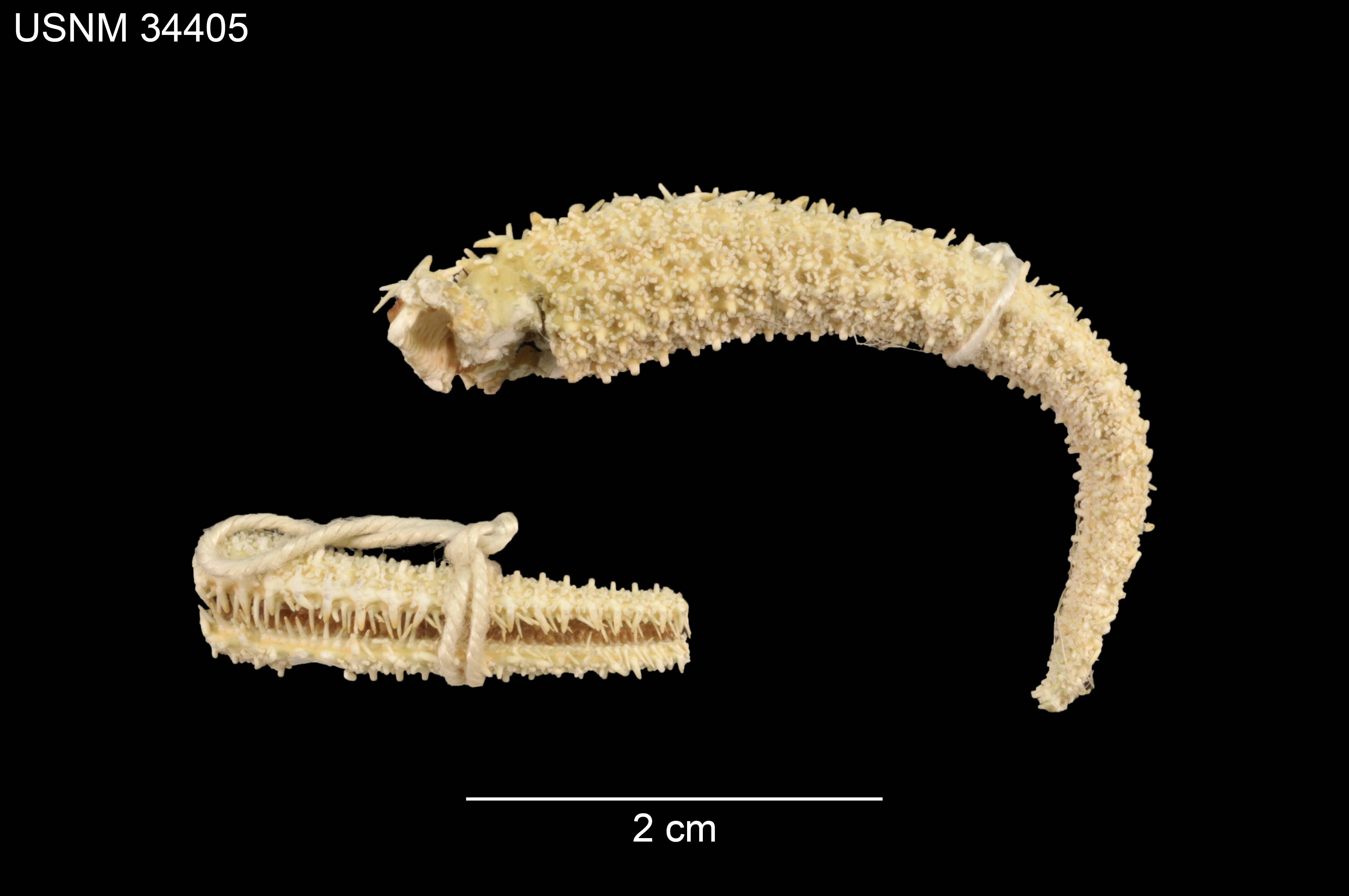
Bras de Sporasterias cocosana